# Faculdade de Medicina de Petrópolis
O Centro Universitário Arthur Sá Earp Neto (UNIFASE)   ou Faculdade de Medicina de Petrópolis (FMP) é uma instituição privada de ensino superior fundada em 1967 com sede na cidade de Petrópolis, no Rio de Janeiro. Em 1998, dando continuidade ao projeto de seu fundador, o Reitor Arthur de Sá Earp Neto, foi criada a Faculdade Arthur Sá Earp Neto (FASE), como antes era denominada. O campus da UNIFASE está localizado na Avenida Barão do Rio Branco no Centro Histórico de Petrópolis e cobre uma área de 85.000 m².

## Cursos
- Administração com linhas de formação em Gestão do Marketing, Gestão de Sistemas de Informação, Gestão da Saúde.
- Enfermagem licenciatura e bacharelado
- Medicina
- Nutrição
- Odontologia
- Psicologia
- Tecnologia em Gestão Ambiental
- Tecnologia em Gestão Pública
- Tecnologia em Radiologia
- Tecnologia em Recursos Humanos